# Левин-Бжески (гмина)
Левин-Бжески (пол. Lewin Brzeski) — городско-сельская гмина (волость) в Польше, входит как административная единица в Бжегский повет (Опольское воеводство), Опольское воеводство. Население — 13 675 человек (на 2004 год).

## Демография
| Перепись                       | Всего   | Всего | Женщины | Женщины | Мужчины | Мужчины |
| ------------------------------ | ------- | ----- | ------- | ------- | ------- | ------- |
| Единицы                        | человек | %     | человек | %       | человек | %       |
| Население                      | 13 675  | 100   | 6997    | 51,2    | 6678    | 48,8    |
| Плотность населения (чел./км²) | 85,6    | 85,6  | 43,8    | 43,8    | 41,8    | 41,8    |

## Сельские округа
1. Блажеёвице
2. Борковице
3. Бушице
4. Хрусцина
5. Гольчовице
6. Ясёна
7. Канторовице
8. Лесничувка
9. Лосюв
10. Миколин
11. Нова-Весь-Мала
12. Ольджишовице
13. Пшеча
14. Птаковице
15. Ружына
16. Сарны-Мале
17. Скорогощ
18. Строшовице
19. Стшельники
20. Вронув
21. Нива
22. Пяски
23. Раски

## Соседние гмины
1. Гмина Домброва
2. Гмина Немодлин
3. Гмина Ольшанка
4. Гмина Попелюв
5. Гмина Скарбимеж